# Francisco Dotras Lamberti
Francisco Dotras Lamberti (Vigo, 5 de octubre de 1921 - La Coruña, 15 de septiembre de 2014) fue un diplomático, empresario, pintor, escritor y locutor español.

## Biografía
Nació en Vigo, aunque pasó la mayor parte de su vida en La Coruña, y siempre estuvo vinculado a la mar. Su familia, de hecho, era propietaria de negocios de pesca, y él empezó a trabajar en una de sus industrias conserveras a los 16 años. Estudió en su ciudad de nacimiento Profesorado Mercantil e Ingeniería Técnica Industrial e hizo las prácticas de alférez en San Amaro (La Coruña), donde se casó con María de la Consolación Menéndez Ponte, con la que tuvo cuatro hijos (Sonia, Leticia, Mónica y Virginia). Tuvo varios cargos en la Naviera Ponte Naya (propiedad de la familia de su esposa) que recibe su nombre del naviero Joaquín Ponte Naya.
En 1940 fue uno de los dos fundadores (junto con Francisco Otero Mariño) de la empresa Conservas Friscos, título que proviene de la contracción de ambos nombres.
En 1962, gracias a su condición de consignatario y armador, fue nombrado cónsul honorario de Francia en España, cargo que ostentó hasta 1991, cuando lo ocupó su esposa hasta 1999, año en que asumió el cargo su hija Mónica.

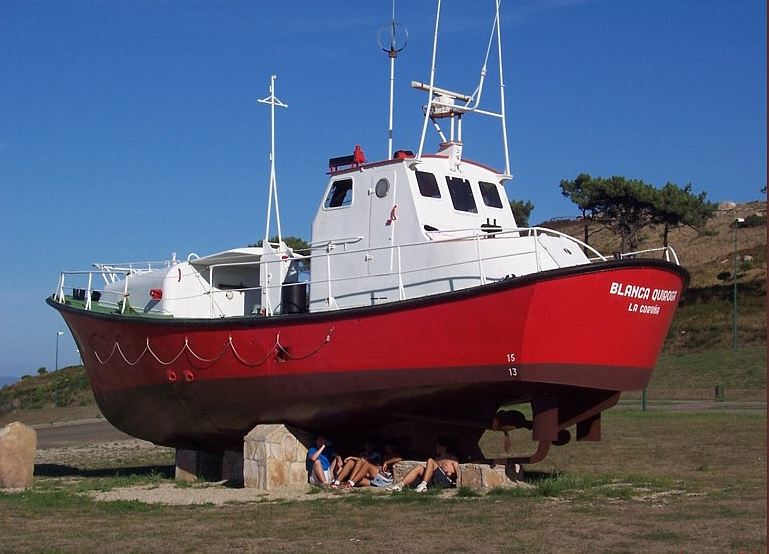
El "Blanca Quiroga" en el parque de Bens.

Tras el naufragio en 1970 del pesquero La Isla al encallar junto a la Torre de Hércules, en el que únicamente fue recogido con vida el maquinista del barco (tras seis horas en el mar), Francisco Dotras encabezó un movimiento social que consiguió establecer la primera base en España de la Cruz Roja del Mar, y la llegada a La Coruña en 1973 de la lancha de salvamento marítimo Blanca Quiroga, que participó en salvamentos de catástrofes como las de los petroleros Urquiola (1976) o el Mar Egeo (1992). Desde 2002, el barco está retirado y expuesto en el Parque de Bens.
Ya en los años 1980, fue presidente de la compañía Aluflet y armador del buque Xove, que transportaba alúmina desde San Ciprián a La Coruña.
También fue Presidente del Colegio Profesional de Peritos Industriales de La Coruña y del Club de Cine Amateur de la misma ciudad.

### Asociación Gran Armada
En 2000, asumió el cargo de Presidente de la Asociación Histórico Cultural Gran Armada, que ostentó hasta el 8 de febrero de 2014, cuando fue nombrado Presidente de Honor. Esta asociación se dedicó, según sus estatutos a la promoción y ejecución de todo tipo de iniciativas encaminadas a conservar, proteger y divulgar el patrimonio artístico, cultural e histórico que representan las armadas españolas. Junto con el secretario de la asociación (Rafael Ramos), Francisco Dotras participó en 2001 en el homenaje al 400 aniversario de la Batalla de Kinsale, a la que asistieron el Duque de York, la Presidenta de Irlanda y los embajadores en dicho país de España y el Reino Unido. También impulsaron la creación en 2006 de un monumento a la infantería de marina en Ortigueira. Durante su presidencia recibió la medalla de la Real Liga Naval en 2011.
También colaboró en la revista de la asociación con diversos artículos; en uno de ellos, tras el Desastre del Prestige, Francisco Dotras pedía lo siguiente:

Crear una organización Europea equivalente a "Bomberos de la mar" para salvar vidas humanas, salvar buques, compensar pérdidas a terceros, etc.

Una de sus actividades representando a la asociación fue crear en 2010, en la emisora comunitaria Cuac FM, una tertulia de radio con Antonio Abeijón sobre distintos asuntos relacionados con la mar. Francisco Dotras ganó el premio de la emisora al Mejor Locutor Novato, y siguió participando en la radio hasta poco antes de su fallecimiento en 2014.

### Escritor y pintor
Francisco Dotras publicó diversos artículos, tanto en la citada revista de la Asociación Gran Armada como en otros medios; en 1997, reunió una serie de escritos suyos en el libro El árbol, el hijo y esto.
Realizó diversas exposiciones de sus pinturas, en las que ilustraba con acuarelas temas marítimos y campestres. A modo de ejemplo, donó al Museo Militar de La Coruña su cuadro María Pita. Otros cuadros suyos se incluyeron en el Catálogo del Patrimonio Artístico de la Diputación de La Coruña.

### Fallecimiento
El 15 de septiembre de 2014, a los 92 años de edad, falleció en La Coruña, según recogieron varios medios gallegos. Recibió diversos reconocimientos, entre los que destaca el de la embajada francesa en España.

## Premios y reconocimientos
- Caballero de la Orden del Mérito Civil de la República Francesa.[8]
- Oficial del Mérito Naval de la República Francesa.[8]
- Medalla de Exteriores de la República Francesa.[4]
- 2011. Medalla de la Real Liga Naval.[19]

## Libros
- Dotras Lamberti, Francisco (1997). El árbol, el hijo y esto. Stanfer Ediciones.